# Idiomela subplicata
Idiomela subplicata is een slakkensoort uit de familie van de Helicidae. De wetenschappelijke naam van de soort is voor het eerst geldig gepubliceerd in 1824 door G.B. Sowerby I.